# Приріченський сільський округ (Зерендинський район)
Прирі́ченський сільський округ (каз. Приречное ауылдық округі, рос. Приреченский сельский округ) — адміністративна одиниця у складі Зерендинського району Акмолинської області Казахстану. Адміністративний центр — село Прирічне.
Населення — 973 особи (2021; 1063 у 2009, 1353 у 1999, 1542 у 1989).
Станом на 1989 рік існувала Прирічна сільська рада (села Павловка, Прирічне) колишнього Кокчетавського району.

## Склад
До складу округу входять такі населені пункти:
| Населений пункт | Населення, осіб (1989) | Населення, осіб (1999) | Населення, осіб (2009) | Населення, осіб (2021) |
| --------------- | ---------------------- | ---------------------- | ---------------------- | ---------------------- |
| Павловка, село  | 488                    | 413                    | 287                    | 201                    |
| Прирічне, село  | 1054                   | 940                    | 776                    | 772                    |